# Thomas Taylour (1er marquis de Headfort)
Thomas Taylour, 1er marquis de Headfort (18 novembre 1757 - 24 octobre 1829), titré vicomte Headford de 1766 à 1795 et connu comme le comte de Bective de 1795 à 1800, est un homme politique irlandais.

## Biographie
Il est le fils de Thomas Taylour (1er comte de Bective), auquel il succède en 1795. Le 1er marquis de Headfort est marié à Mary Quin, fille de George Quin et de Caroline Cavendish et petite-fille de Valentine Quin et de Mary Widenham. Valentine Quin est le fils du 1er comte de Dunraven et de Mount-Earl (1752-1824), qui est également le 1er vicomte Mount-Earl et dont le fils, Lord George Quin, épouse Lady Georgiana Charlotte, fille de George Spencer (2e comte Spencer).

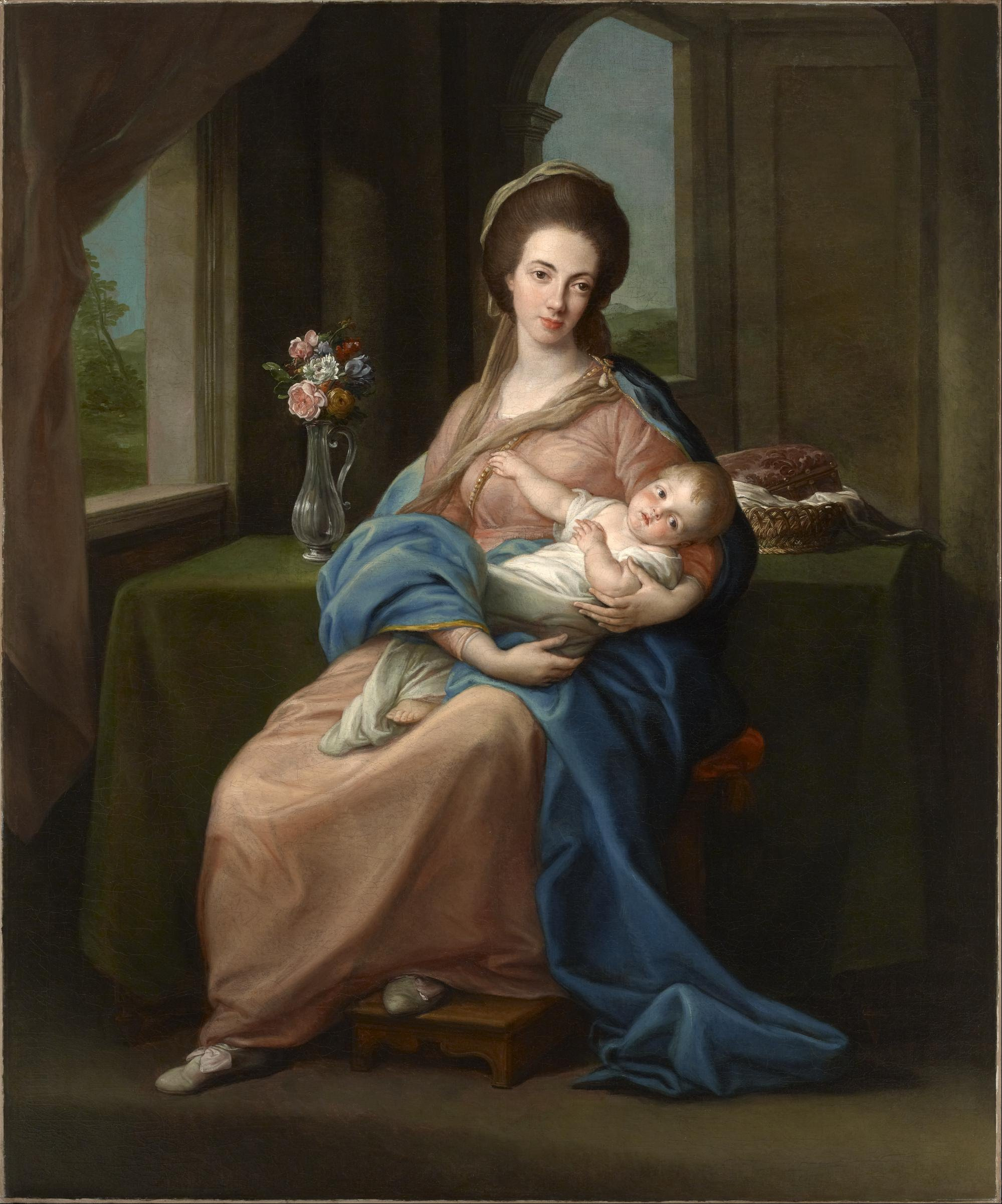
Portrait par Pompeo Batoni de Mary Quin, épouse de Taylour, et de sa fille nouveau-née Mary (1782), Museum of Fine Arts, Houston

Il s'enfuit en 1803 avec l'épouse du révérend CD Massey, qui intente une action en justice, demandant 10 000 livres de dommages et intérêts. L'affaire occasionne l'un des discours les plus célèbres de John Philpot Curran, avocat du plaignant.
Il représente Kells à la Chambre des communes irlandaise de 1776 à 1790. Par la suite, il siège comme député de Longford Borough jusqu'en 1794, puis de Meath jusqu'en 1795, date à laquelle il succède à son père comme comte. Il devient marquis de Headfort en 1800 et est nommé chevalier de l'ordre de Saint-Patrick le 15 mai 1806 . Il est remplacé par son fils Thomas Taylour (2e marquis de Headfort).